# Argentan
Argentan là một xã trong tỉnh Orne, thuộc vùng hành chính Normandie của nước Pháp, có dân số là 16.596 người (thời điểm 1999).

## Nhân khẩu học
| 1865  | 1962   | 1968   | 1975   | 1982   | 1990   | 1999   |
| ----- | ------ | ------ | ------ | ------ | ------ | ------ |
| 5.401 | 12 757 | 14 558 | 16 774 | 17 327 | 16 413 | 16 596 |

## Các thành phố kết nghĩa
- Abingdon, Vương quốc Anh
- Baja, Hungary
- Rotenburg an der Fulda, Đức

## Những người con của thành phố
- François Eude de Mézeray (1610-1683), sử gia
- Charlotte Corday (1768-1793).
- Vincent Muselli (1879-1956), nhà thơ.
- Fernand Léger (1881-1955)
- André Mare (1885-1932), họa sĩ.
- Gérard Saint (1935-1960), vận động viên đua xe đạp.
- Michel Onfray (sinh 1959), triết gia.